# Olivarez, Texas
Olivarez là một nơi ấn định cho điều tra dân số (CDP) thuộc quận Hidalgo, tiểu bang Texas, Hoa Kỳ. Năm 2010, dân số của nơi này là 3827 người.

## Dân số
- Dân số năm 2000: 2445 người.
- Dân số năm 2010: 3827 người.